# 甲田純生
甲田 純生（こうだ すみお、1965年 - ）は、日本の哲学者、広島国際大学准教授。大阪府出身。

## 略歴
1988年大阪外国語大学ドイツ語学科卒、1995年大阪大学大学院文学研究科哲学哲学史（西洋哲学）博士課程満期退学。1998年「カント美学の示すもの -カント「判断力批判」をめぐって」で阪大博士（文学）。広島国際大学工学部専任講師を経て、心理学部准教授。

## 著書
- 『美と崇高の彼方へ カント『判断力批判』をめぐって』晃洋書房、1999
- 『スリリングな哲学 人間を知るための旅』晃洋書房、2003
- 『「星の王子さま」を哲学する』ミネルヴァ書房、2006
- 『ホモ・サピエンスの牢獄 人類の進化を哲学する』ミネルヴァ書房、2009
- 『生きることの哲学 人生を考えるための哲学エッセイ』晃洋書房、2011
- 『哲学的思考の論理 常識を反転させるダイナミズム』ミネルヴァ書房、2012
- 『1日で学び直す哲学 常識を打ち破る思考力をつける』光文社新書、2013

### 翻訳
- 『フロイト全集 11 ダ・ヴィンチの想い出 症例「シュレーバー」 1910-11年』高田珠樹、新宮一成、渡辺哲夫共訳 岩波書店、2009

## 参考
- ISBN 978-4-334-03760-4